# Connie Paraskevin
Connie Paraskevin (Detroit, 4 juli 1961) is een wielrenner en schaatsster uit de Verenigde Staten van Amerika.
Paraskevin werd in het baanwielrennen viermaal wereldkampioen sprint, in 1982, 1983, 1984 en 1990. In 1991 behaalde ze de bronzen medaille voor de derde plaats.
Bij het schaatsen reed Paraskevin ook meermalen op de wereldkampioenschappen sprint, waarbij een vijfde plaats in 1978 de hoogste klassering was.

## Olympische Spelen
Paraskevin kwam zowel op de Zomerspelen als op de Winterspelen in actie.
Op de Olympische Winterspelen van 1984 reed ze de 500 meter en behaalde ze de dertiende plaats.
Op de Olympische Zomerspelen van 1988 behaalde ze de bronzen medaille op het onderdeel sprint bij het baanwielrennen.
In 1992 reed ze op de Olympische Zomerspelen de sprint bij het baanwielrennen, maar plaatste zij zich niet tijdens de eerste ronde.
Op de Olympische Zomerspelen in 1996 reed ze nogmaals de sprint en kwam ze wederom niet door de eerste ronde.

## Records

### Persoonlijke records langebaanschaatsen[7]
| Afstand    | Tijd    | Datum            | Baan      |
| ---------- | ------- | ---------------- | --------- |
| 500 meter  | 41.86   | 21 januari 1984  | Davos     |
| 1000 meter | 1:26.78 | 22 januari 1983  | Davos     |
| 1500 meter | 2:19.01 | 14 februari 1979 | Innsbruck |
| 3000 meter | 5:17.40 | 16 februari 1979 | Innsbruck |